# Xã Colon, Michigan
Xã Colon (tiếng Anh: Colon Township) là một xã thuộc quận St. Joseph, tiểu bang Michigan, Hoa Kỳ. Năm 2010, dân số của xã này là 3.329 người.